# Naraka (hinduismo)

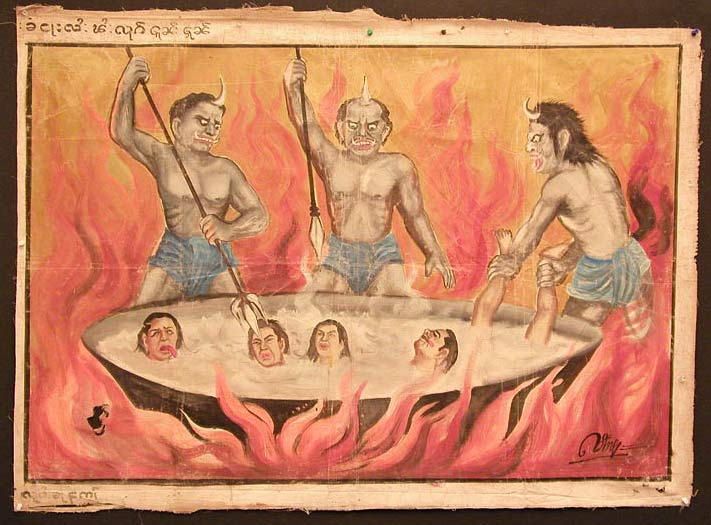
Una representación del infierno budista, muy similar a la del Patala hinduista.

En el hinduismo, Naraka es el vocablo sánscrito correspondiente al inframundo. Literalmente significa ‘del ser humano’ (siendo nara: ‘varón’)...
Según el budismo, hinduismo, sijismo y yainismo, Naraka es un sitio de tormento.
Los Patalas o Narakas equivalen al purgatorio de la religión cristiana.
En el Naraka reina el dios Iama, a quien sirven muchos seres que se ocupan en distintos oficios, entre los cuales está el de seguir el curso de las enfermedades y apoderarse de las almas que han perecido en los combates y siniestros, presentándolas al tribunal de Yama.
En los Patalas hay un registro donde se anotan todas las acciones de los hombres, lo cual se tiene en cuenta para que las almas vayan a habitar uno u otro de los Patalas, según sus culpas.
Al estar las almas bajo el influjo de Maya (la ilusión), además del juicio recibido, sentirán recibir los correspondientes castigos apropiados a sus acciones pecaminosas que van en contra del Dharma. Lal igual que el infierno cristiano, los castigos que reciben los condenados son terribles, como los de hacer pasar al que se castiga por el ojo de una aguja, andar sobre el filo de un sable y con las manos atadas, exponer al condenado a los picotazos de los buitres y otras aves de rapiña, soportar grandes pesos, nadar en charcos de líquidos asquerosos, etc.
Sin embargo, a diferencia del infierno cristiano, el castigo no es eterno, pero si el pecado es muy grande, puede incluso llegar a ser un periodo extremadamente largo, casi eterno, incluso de periodos de varios kalpas; e incluso con reencarnaciones en el mismo infierno. Ya pasado el tiempo de purgación, o bien al cabo de una yuga (era), en que cambian las cosas, pasa el alma a habitar el cuerpo de un animal, luego el de otro y, si consigue acumular un buen Karma, por fin, el cuerpo de un hombre, para así tener una nueva oportunidad de poder alcanzar la iluminación. Después de una serie de "metempsicosis", si siguió correctamente el Dharma, se une en el gran ser que es el alma universal del mundo.

## Nombres y transliteraciones en varios idiomas
- Naraka (नरक), en sánscrito
- Niraya (िनरय), en palí
- Nárók (นรก), en thai
- Neraka, en malayo).
- Naraku (奈落), en japonés
- Narak (나락), en coreano
- Nàlùojiā (捺落迦), en chino

En Malasia, la palabra Neraka (corrupción de Naraka) se adoptó para describir el infierno en idioma malayo, aunque la población es predominantemente musulmana.
Naraka se traduce generalmente al español como infierno (aunque sería más exacto ‘purgatorio’). Los variados infiernos hinduistas difieren del infierno de la tradición occidental en que la estancia en alguno de los infiernos ―aunque suela ser muy larga― no es eterna.
Según el hinduismo, un ser nace en un Naraka como resultado directo de su karma previo (la consecuencia de sus pensamientos, sus palabras y sus acciones), y residirá en él por un período determinado, hasta que su karma haya alcanzado su resultado final. Después de que su karma negativo termine y se agote, podrá renacer en alguno de los mundos superiores como resultado de un karma anterior que no había madurado todavía.
La mentalidad de un ser en el infierno correspondería a un estado de extremo terror, desamparo y angustia en un humano.

### Descripción de los Narakas budistas
En los textos hinduistas no se describe de manera clara dónde se encuentran los lugares del inframundo. Se entiende que se encuentran por debajo de la superficie de Yambu Duipa (la Tierra plana). 

#### Narakas helados
| Arbuda    |  | El Naraka "ampolla". Es una oscura y congelada llanura rodeada de montaña heladas y continuamente barrida por ventiscas. Los habitantes de este mundo nacen directamente siendo adultos y soportan una larga vida desnudos y solos, mientras que el frío les provoca quemaduras y ampollas por todo el cuerpo. Se dice que la duración de una vida en este Naraka es la que se necesitaría para vaciar un barril de semillas de sésamo si sólo se tomara un grano cada cien años. |
| Nirarbuda |  | El Naraka "ampolla abierta". Este Naraka es todavía más frío que el anterior, y aquí las ampollas se abren, dejando a los seres que lo habitan con sus cuerpos helados y cubiertos de sangre y pus. |
| Aṭaṭa     |  | El Naraka de los escalofríos. En él, los seres sufren un frío terrible, y el sonido que producen con sus bocas al temblar (aṭ-aṭ-aṭ) le da el nombre al Naraka. |
| Hahava    |  | El Naraka de la lamentación. Los seres se lamentan en medio del frío, pronunciando ha, ho de dolor. |
| Huhuvu    |  | El Naraka de los dientes castañeantes. En este Naraka, los seres tiemblan y castañean sus dientes de forma continua, produciendo el sonido hu . |
| Utpala    |  | El Naraka del "loto azul". Aquí, el frío intenso provoca que la piel se vuelva de color azul como el color del nenúfar utpala |
| Padma     |  | El Naraka del "loto". En este Naraka las ventiscas rompen la piel congelada, abriendo heridas de sangre y carne cruda. |
| Mahāpadma |  | El Naraka del "gran loto". En él, el cuerpo entero termina por romperse en piezas, quedando los órganos internos expuestos también al frío, y rompiéndose ellos también más tarde. |

Cada vida en estos Narakas es veinte veces más larga que la anterior.
Se dice que está 1000 ioyanas (13 000 km) por debajo del Yambuduipa y mide 10 000 ioyanas en cada dirección.|| 1.62 billones
Otros Narakas sin definiciones tienen enormes listas de tormentos y vías de sufrimiento. Algunas fuentes hablan de centenares o incluso miles de Narakas diferentes. En algunos textos budistas chinos los nombres y tipos de Narakas fueron elaborados en una gran variedad de formas distintas.
Los sufrimientos de los moradores del Naraka pueden recordar en ocasiones a los que sufren los Pretas, lo que puede llevar al error de confundirlos. La distinción es bastante simple; Los seres del Naraka viven en el inframundo, en el mundo subterráneo, mientras que los pretas viven en la Tierra, por lo que son libres.

## Los Narakas en el hinduismo
En el Garuda-purana (siglo VI d. C.) se representa de manera muy gráfica los sufrimientos que deben experimentar durante miles de años las personas que cometan pecados durante su vida en la Tierra.

### Lista de castigos en los Narakas
| Infierno       | Pecados                                                                              | Castigo en el infierno.                                                        |
| Tamishra       | Robo de la propiedad de otros incluyendo a la esposa, hijos y pertenencias           | Es golpeado con una gada (maza).                                               |
| Andha Tamishra | Esposa que engaña a su esposo                                                        | Es tirada a un abismo, una y otra vez.                                         |
| Raurava        | Destruir la familia de otro, o sus pertenencias                                      | Los kinkaras de Iama le atraviesan los órganos vitales con tridentes.          |
| Maja Raurava   | Destruir la propiedad y la familia de otro para adquirirlos                          | Un gran animal salvaje (gurú: ‘pesado’) lo tortura de varias maneras.          |
| Kumbhipaka     | Destruir vidas inocentes para comer                                                  | Los kinkaras de Iama lo asan en un tanque de aceite hirviendo.                 |
| Kalasuthira    | Torturar a los padres y ancianos, o hacerles pasar hambre                            | El mismo trato en el infierno.                                                 |
| Asipathira     | Utilizar a Dios y las prácticas religiosas para obtener un beneficio económico       | Tortura mediante malos espíritus, que producen miedo.                          |
| Panrimukha     | Castigar a personas inocentes o realizar actividades ilegales                        | Es deshecho por los afilados dientes de un animal parecido a un jabalí.        |
| Anthakupa      | Torturar personas y realizar actividades inhumanas                                   | Es perseguido y mordido por animales salvajes.                                 |
| Agni Kunda     | Robar propiedad ajena por la fuerza, obteniendo una ventaja indebida                 | Es asado en un agni kunda (laguna de fuego), atado de pies y manos.            |
| Vajra Kandaka  | Relaciones sexuales con personas de otra casta                                       | Tiene que abrazar una estatua de hierro al rojo vivo.                          |
| Kimiri bhojana | Supervivencia egoísta, comer del trabajo ajeno                                       | Insectos se introducen en el cuerpo.                                           |
| Sanmali        | Relaciones sexuales con kamukas                                                      | Paliza con gada (maza de metal).                                               |
| Vaitharani     | Uso de un puesto estatal para obtener beneficios indebidos                           | Es sumergido en el río Vaitharani, de sangre, orina y excremento.              |
| Buyoga         | Conducta desvergonzada y lujuriosa, tener relaciones sexuales indiscriminadamente    | Es mordido por insectos y animales venenosos.                                  |
| Prayanyoga     | Torturar y matar otros seres vivos                                                   | Los kinkaras de Iama le atraviesan los órganos vitales con flechas.            |
| Pasusava       | Torturar una vaca (todos los dioses están en la vaca)                                | Le dan latigazos con cañas.                                                    |
| Sarameyathana  | Participar en una masacre o envenenamiento                                           | Tortura por parte de animales salvajes desconocidos.                           |
| Avisi          | Dar testimonio falso, calumniar                                                      | Es sumergido y torturado.                                                      |
| Paribathana    | Tomar (o hacer que otro tome) bebidas alcohólicas                                    | Le hacen beber lava.                                                           |
| Sharakarthama  | Difamar a personas mayores                                                           | Espíritus desconocidos torturan sus órganos vitales.                           |
| Rakshogana     | Realizar sacrificios humanos (narametha yaga) y comer comida no vegetariana          | Las víctimas de la tortura nacen en este lugar para torturar al pecador.       |
| Sulaproga      | Matar a personas inocentes, dominar mentalmente, suicidarse y realizar droha nambike | Aves desconocidas picotean al pecador, y se lo tortura con shulas (tridentes). |
| Susimuga       | Hacerse rico con medios indebidos                                                    | Se lo araña con uñas, y se lo tortura con hambre y sed.                        |
| Kunthasutha    | Hacer siempre el mal a los demás                                                     | Lo pican insectos como el escorpión.                                           |
| Vadaroga       | Torturar seres vivos                                                                 | Es esposado y quemado en el fuego.                                             |
| Piravarthana   | Difamar a un huésped y no tratarlo bien                                              | Se lo tortura con hambre y sed.                                                |
| Lalapakshuga   | Torturar a la esposa y prostituirla                                                  | El mismo trato en el infierno.                                                 |